# Berta di Savoia
Berta di Savoia, anche Berta da Torino (21 settembre 1051 – Magonza, 27 dicembre 1087), è stata la prima moglie (1066) dell'imperatore Enrico IV, regina consorte dei Romani e Imperatrice romana.

## Origine
Berta, secondo lo storico Samuel Guichenon, nella sua Histoire généalogique de la royale maison de Savoie, era figlia del conte di Moriana, d'Aosta e del Chiablese, Oddone e della margravia di Torino e di Susa, Adelaide, che discendeva dalla famiglia degli Arduinici, e secondo Samuel Guichenon, era figlia del margravio di Torino e Susa, Olderico Manfredi II e della contessa Berta degli Obertenghi, che secondo lo storico Ludovico Antonio Muratori era figlia di Oberto II, margravio di Milano, di Tortona e di Genova.
Oddone di Savoia era il figlio quartogenito del conte di Moriana e del Chiablese, Umberto I Biancamano e di Ancilia od Ancilla d'Aosta, come ci viene confermato dal documento n° XXVII de Il conte Umberto I (Biancamano) e il re Ardoino: ricerche e documenti.

## Biografia

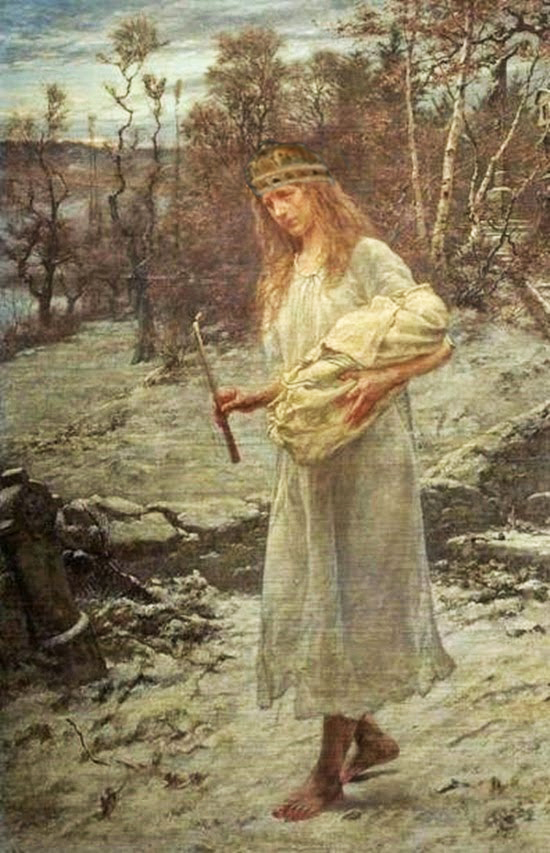
Ritratto di Berta di Savoia.

Sua madre, Adelaide di Susa, era al suo terzo matrimonio, avendo sposato in prime nozze il duca di Svevia della stirpe Babenberg Ermanno IV (1014 – 1038), che, secondo il Chronicon Ottonis Frisingensis, era il secondo figlio di Gisella di Svevia e del duca di Svevia Ernesto I e figliastro dell'imperatore della stirpe salica Corrado II il Salico, terzo marito di Gisella; e in seconde nozze - come ci viene confermato da una donazione al monastero di S. Antonino (Henricus marchio filius quondam Wilielmi similiter marchioni et Adalena comitissa jugales), riporta da Il conte Umberto I (Biancamano) e il re Ardoino: ricerche e documenti - sposò il marchese del Monferrato, Enrico, figlio del marchese del Monferrato, Guglielmo III, come ci viene confermato dal documento nº 1 de Le carte della prevostura d'Oulx raccolte e riordinate cronologicamente fino al 1300 (Heynricus marchio filius quondam Uuilielmi similique marchioni), e della moglie Waza.
Berta venne citata, senza essere nominata, nel documento n° VII de Le carte della prevostura d'Oulx raccolte e riordinate cronologicamente fino al 1300, datato 1057, in cui, suo padre, Oddone, e sua madre, Adelaide, assieme ai fratelli Pietro, Amedeo e le figlie (Oddo et uxor mea Adalaicis et filii mei Petrus Admedeus et filie mee), fecero una donazione alla chiesa di Oulx.

### Il matrimonio
Berta, era ancora una bambina, quando, per le feste di Natale del 1055, fu promessa in sposa al duca di Baviera Enrico di Franconia, figlio di secondo letto del re dei Romani Enrico III il Nero e di Agnese di Poitou, che avevano desiderato l'alleanza con casa Savoia. Prima che il matrimonio venisse celebrato, nel 1056 Enrico III morì. Subito i grandi dell'impero sottrassero l'erede alla tutela e alla benefica influenza della madre Agnese di Poitou. L'imperatrice, esautorata e fatta allontanare dal regno, finì col ritirarsi in un convento a Roma. Le nozze di Enrico con Berta furono celebrate in Germania con somma magnificenza nello splendido castello di Trebur il 13 luglio 1066, come riporta anche l'Annalista Saxo.

### Il tentativo di divorzio
In seguito, però, nel giugno 1069 a Worms davanti all'assemblea dei principi, Enrico chiese l'annullamento del matrimonio al papa adducendo una ragione ingiuriosa e calunniosa per la madre. Questa azione fu preceduta dal fatto che Berta non comparve nei diplomi regi dal 5 agosto 1068. La tempistica del divorzio non era casuale: infatti anche il duca e cognato Rodolfo di Svevia tentò, non riuscendovi, a divorziare dalla moglie Adelaide. Invano Agnese, dal suo ritiro, implorò perché il figlio non volesse disonorarsi col suo comportamento; invano la famiglia della sposa, vicina alla causa dei riformatori papali, lo minacciò. Egli, pertinace, insisté e fece adunare un concilio a Magonza per discutere la sua domanda. La moglie Berta si ritirò nell'abbazia di Lorsch e attese in preghiere il compiersi della sua sorte. Papa Alessandro II si fece rappresentare al Concilio da Pier Damiani al quale aveva dato le opportune istruzioni. San Pier Damiani, con la sua ispirata eloquenza, convinse tutti delle bontà delle ragioni di Agnese ed Enrico fu convinto a soprassedere. Nonostante questo tentativo di separazione, i due ebbero dei figli.

### Canossa e la morte

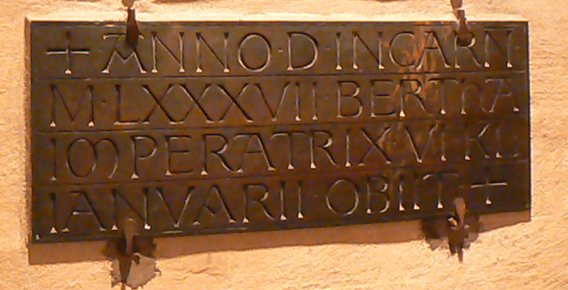
Iscrizione funebre dedicata a Berta di Savoia.

Il successore di Alessandro II, papa Gregorio VII, comminò al re dei Romani la scomunica: fu la prima volta che un monarca veniva scomunicato; il fatto ebbe terribili conseguenze, così che Enrico decise di scendere in Italia per incontrare il pontefice. Fino a quel momento Berta era stata considerata una povera donna schiacciata dalla protervia del marito; in questa circostanza si dimostrò grande: dimentica delle umiliazioni e delle violenze subite, fu l'unica a incoraggiare il marito e, contando sull'appoggio della sua famiglia di origine, lo accompagnò nel disastroso viaggio intrapreso per supplicare il papa a concedere il sospirato perdono.

L'inverno del 1077 fu rigidissimo e a Canossa, dove il papa si trovava, Enrico, scalzo, quasi nudo, sfinito, umiliato e intirizzito, dovette aspettare tre giorni per essere ammesso al cospetto del papa (umiliazione di Canossa). Pochi giorni dopo Berta ritornò col marito in Germania, dove la condotta di Enrico non aveva incontrato la soddisfazione dei sudditi: molti gli volsero le spalle e nominarono imperatore il rivale Rodolfo di Svevia, che da tempo gli contendeva la porpora imperiale. Intanto che Enrico lottava senza posa contro Rodolfo, Berta andava lentamente spegnendosi. Morì a Magonza, consumata dai dolori, nel 1087, dove, secondo gli Annales Sancti Disibodi venne sepolta; poi però la salma, per ordine del marito imperatore, nel 1088, venne traslata e sepolta nella cattedrale di Spira, nelle tombe dei principi della casa di Franconia.
Una tradizione popolare, fiorita a Fidenza, vorrebbe associare la figura regale a una raffigurazione di un rilievo del ciclo scultoreo e decorativo in stile romanico della cattedrale di San Donnino, interpretata come figura di donna impugna due fusi, intenta a filare (nel Novecento si è scoperto, invece, rappresentare il leggendario volo di Alessandro Magno): il tramite su cui si basa l'associazione è il detto proverbiale "Ai tempi che Berta filava".

## Discendenza
Dal suo matrimonio con Enrico ebbe cinque figli:
- Adelaide (1070 - 4 giugno precedentemente al 1079), sepolta nel duomo di Spira, come ricorda il documento del padre, Enrico IV, datato 1102[15];
- Enrico (Harzburg, 1/2 agosto 1071 - Harzburg, 2 agosto 1071), la sua tomba nel castello di Harzburg venne violata dai contadini facinorosi tre anni dopo assieme a quello dello zio e duca, anch'esso morto infante, Corrado[16]; sepolto poi nel duomo di Spira, come ricorda il documento del padre, Enrico IV, datato 1102[15];
- Agnese (1072 - 24 settembre 1143), sepolta nel convento di Klosterneuburg, sposa nel 1086/1087 Federico I di Svevia, quindi, nel 1106 Leopoldo III, margravio d'Austria, come riportano le Gesta Friderici Imperatoris Ottonis Frisingensis I[17];
- Corrado (1074 - 27 luglio 1101[18]), duca di Lorena, coreggente dell'impero romano dal 1087 al 1098, sposa nel 1095 Costanza di Sicilia, figlia del Gran Conte Ruggero I di Sicilia, come riporta il Bernoldi Chronicon[19];
- Enrico V (1081 - 23 maggio 1125), rex romanorum dal 1098, imperatore romano dal 1111 al 1125, nel 1114, sposò a Utrecht, nella prossimità della Pasqua Matilde (1102 - 1167), figlia del re Enrico I d'Inghilterra, come riportano gli Annales Hildesheimenses continuatio Paderbornensis[20].

## Ascendenza
|                      |                     |                                 | Genitori                  |  |  | Nonni |  |  | Bisnonni |  |  | Trisnonni |  |
|                      |                     |                                 |                           |  |  |       |  |  | …        |  |  | …         |  |
|                      |                     |                                 |                           |  |  |       |  |  | …        |  |  | …         |  |
|                      |                     | …                               |                           |  |  |       |  |  | …        |  |  |           |  |
| Umberto I Biancamano |                     |                                 |                           |  |  |       |  |  | …        |  |  |           |  |
|                      |                     | …                               | …                         |  |  |       |  |  |          |  |  |           |  |
|                      |                     | …                               | …                         |  |  |       |  |  |          |  |  |           |  |
|                      |                     | …                               | …                         |  |  |       |  |  |          |  |  |           |  |
| Oddone di Savoia     |                     | …                               |                           |  |  |       |  |  |          |  |  |           |  |
|                      |                     | …                               | …                         |  |  |       |  |  |          |  |  |           |  |
|                      |                     | …                               | …                         |  |  |       |  |  |          |  |  |           |  |
|                      |                     | …                               | …                         |  |  |       |  |  |          |  |  |           |  |
| Ancilla del Vallese  |                     | …                               |                           |  |  |       |  |  |          |  |  |           |  |
|                      |                     | …                               | …                         |  |  |       |  |  |          |  |  |           |  |
|                      |                     | …                               | …                         |  |  |       |  |  |          |  |  |           |  |
|                      |                     | …                               | …                         |  |  |       |  |  |          |  |  |           |  |
| Berta di Savoia      |                     | …                               |                           |  |  |       |  |  |          |  |  |           |  |
|                      | Olderico Manfredi I | Arduino il Glabro               |                           |  |  |       |  |  |          |  |  |           |  |
|                      | Olderico Manfredi I | Arduino il Glabro               |                           |  |  |       |  |  |          |  |  |           |  |
|                      | Olderico Manfredi I | …                               |                           |  |  |       |  |  |          |  |  |           |  |
| Olderico Manfredi II | Olderico Manfredi I |                                 |                           |  |  |       |  |  |          |  |  |           |  |
|                      |                     | Prangarda di Canossa            | Adalberto Atto di Canossa |  |  |       |  |  |          |  |  |           |  |
|                      |                     | Prangarda di Canossa            | Adalberto Atto di Canossa |  |  |       |  |  |          |  |  |           |  |
|                      |                     | Prangarda di Canossa            | Ildegarda dei Supponidi   |  |  |       |  |  |          |  |  |           |  |
| Adelaide di Susa     |                     | Prangarda di Canossa            |                           |  |  |       |  |  |          |  |  |           |  |
|                      |                     | Oberto II (Margravio di Milano) | Oberto I di Milano        |  |  |       |  |  |          |  |  |           |  |
|                      |                     | Oberto II (Margravio di Milano) | Oberto I di Milano        |  |  |       |  |  |          |  |  |           |  |
|                      |                     | Oberto II (Margravio di Milano) | Guilla di Bonifazio       |  |  |       |  |  |          |  |  |           |  |
| Berta di Milano      |                     | Oberto II (Margravio di Milano) |                           |  |  |       |  |  |          |  |  |           |  |
|                      |                     | …                               | …                         |  |  |       |  |  |          |  |  |           |  |
|                      |                     | …                               | …                         |  |  |       |  |  |          |  |  |           |  |
|                      |                     | …                               | …                         |  |  |       |  |  |          |  |  |           |  |
|                      |                     | …                               |                           |  |  |       |  |  |          |  |  |           |  |

### Fonti primarie
- (LA)  Monumenta Germaniae Historica, Scriptores, tomus III.
- (LA)  Monumenta Germaniae Historica, Scriptores (in Folio) (SS), tomus V
- (LA)  Monumenta Germaniae Historica, Scriptores (in Folio) (SS), tomus VI
- (LA)  Monumenta Germaniae Historica, Scriptores, tomus XVII.
- (LA)  Monumenta Germaniae Historica, Scriptores (in Folio) (SS), tomus XX
- (LA)  Monumenta Germaniae Historica, Diplomata Heinrichs IV (1077 - 1106)
- (LA)  Le carte della prevostura d'Oulx raccolte e riordinate cronologicamente fino al 1300
- (IT, LA)  Il conte Umberto I (Biancamano) e il re Ardoino: ricerche e documenti

### Letteratura storiografica
- (FR)  Histoire généalogique de la royale maison de Savoie, justifiée par titres, ..par Guichenon, Samuel
- (DE)  Bruno von Merseburg: Brunonis Saxonicum bellum. Brunos Sachsenkrieg. - Übersetzt v. Franz-Josef Schmale. - In: Quellen zur Geschichte Kaiser Heinrichs IV. - Darmstadt, 1968. - (= Ausgewählte Quellen zur deutschen Geschichte des Mittelalters. Freiherr vom Stein-Gedächtnisausgabe; 12). - S. 191-405.
- (EN)  Frederick Lewis Weis, Ancestral Roots of Certain American Colonists Who Came to America Before 1700, Lines 45-23, 274-22, 274-23.